# Edmontosaurini
Edmontosaurini es una tribu extinta de dinosaurios ornitópodos hadrosáuridos que vivieron durante Cretácico tardío (hace aproximadamente entre 84 y 66 millones de años, entre el Campaniense y el Maastrichtiense), en lo que actualmente es Asia y Norteamérica.

## Descripción

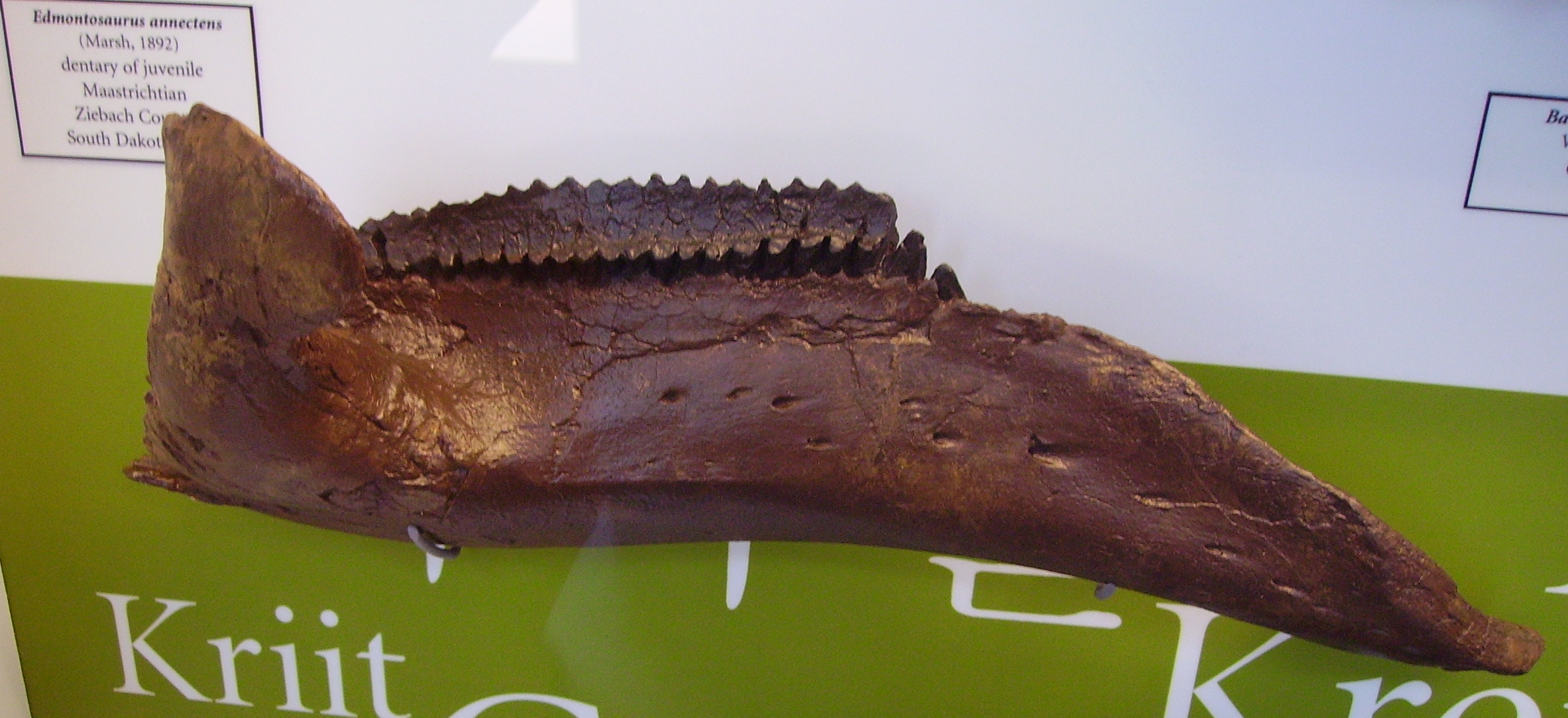
Dentario de un Edmontosaurus annectens

Edmontosaurini es uno de los cuatro taxones a nivel de tribu nombrado y definido dentro de la subfamilia Saurolophinae. Se caracterizan por poseer cabezas bien planas, con una nariz expandible y una pequeña ornamentación de hueso en la cabeza; esto último solo ha sido encontrado en Edmontosaurus regalis, la especie tipo, pero todavía no se sabe si los demás miembros la poseían también. Diferentes análisis filogenéticos los encuentran muy relacionados con la tribu Saurolophini.
Michael Brett-Surman mencionó las siguientes características para formar este taxón (refiriéndolo a la subfamilia Hadrosaurinae y no a Saurolophinae) por vez primera: "Bordes de los premaxilares más notorios que otros hadrosaurinos; porción desdentada de la mandíbula mayor que en otros hadrosaurinos; fenestra postorbital más amplia que otros hadrosaurinos; ilion con mayor anchura y longitud, así como pubis con mayor longitud a comparación de otros hadrosaurinos; espina neural no tan alta a diferencia de otros hadrosaurinos".
Más tarde, en 2014, Xing y su grupo de investigación, definieron en uno de sus trabajos a Edmontosaurini como: "El clado menos inclusivo que contiene a Kerberosaurus y Edmontosaurus y que a su vez consiste de los géneros hadrosaurinos Shantungosaurus, Edmontosaurus y Kerberosaurus".

## Historia
El nombre de taxón Edmontosaurini se utilizó por primera vez en la tesis doctoral de Brett-Surman, en 1989, pero apareció impreso por primera vez en una nota al pie de página en el trabajo de Glut en 1997. Edmontosaurini es una versión subordinada de la familia Edmontosaurinae, que nombró Horner en su análisis de las relaciones de los hadrosaurinos en 1992. Paul Sereno publicó una definición concreta en el 2005 como "El clado más inclusivo que contiene Edmontosaurus regalis (Lambe, 1917) pero no a Maiasaura peeblesorum (Horner & Makela, 1979) ni a Saurolophus osborni (Brown, 1912)". Hoy en día el sitio que contiene esta definición se encuentra desactualizado.

## Galería

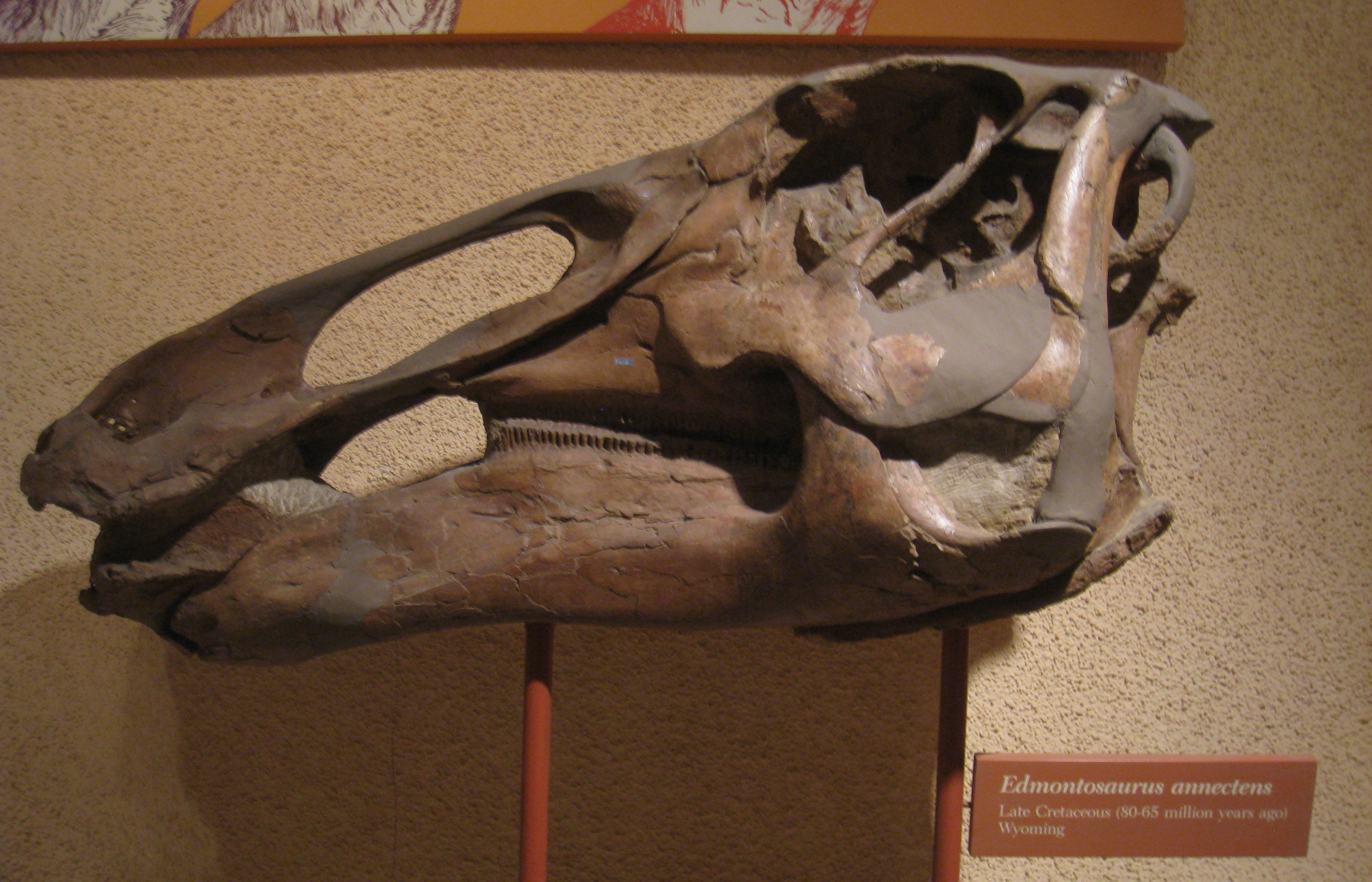
Cráneo de Edmontosaurus annectens del Museo Nacional de Historia Natural del Instituto Smithsoniano.
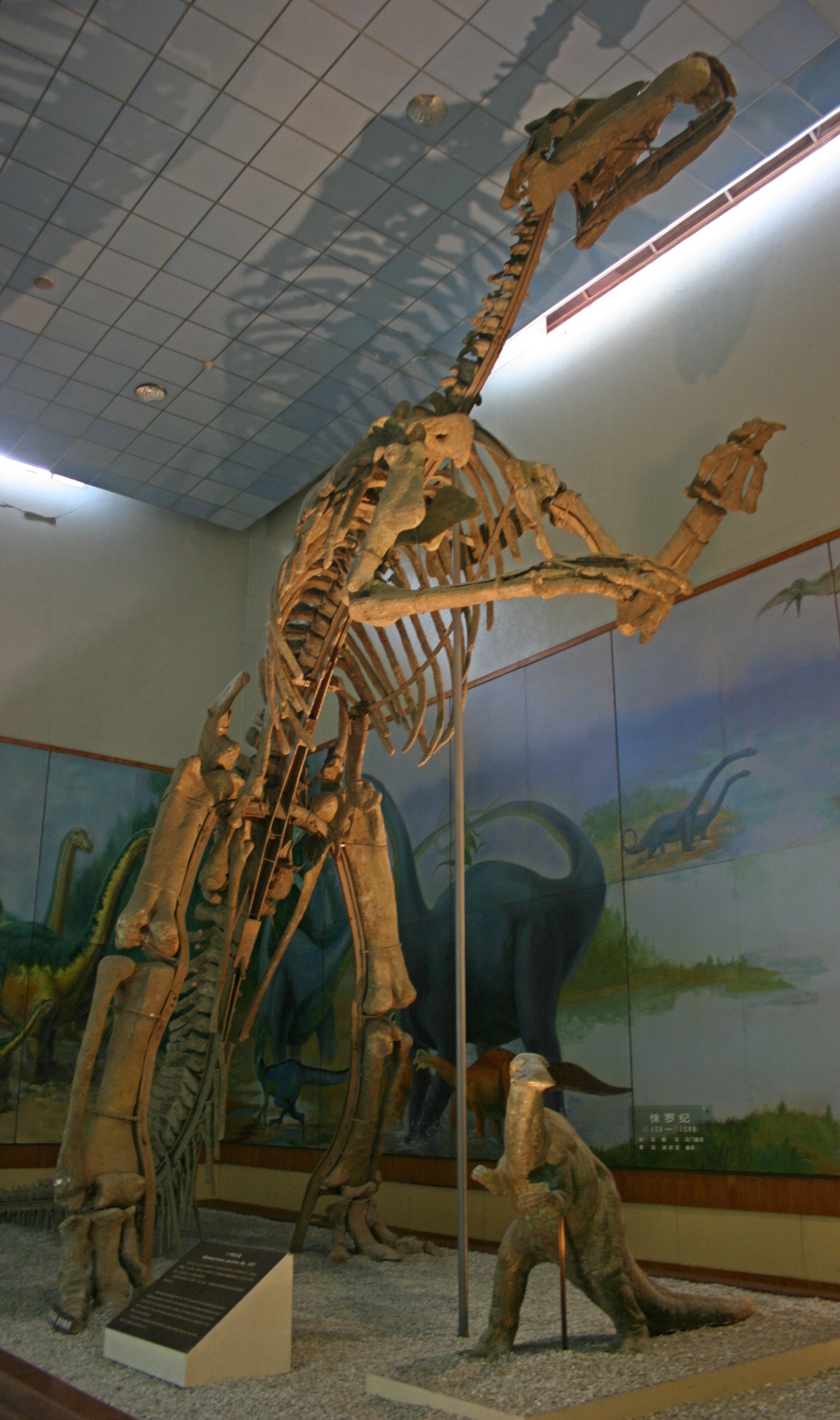
Shantungosaurus, uno de los mayores hadrosáuridos registrados.
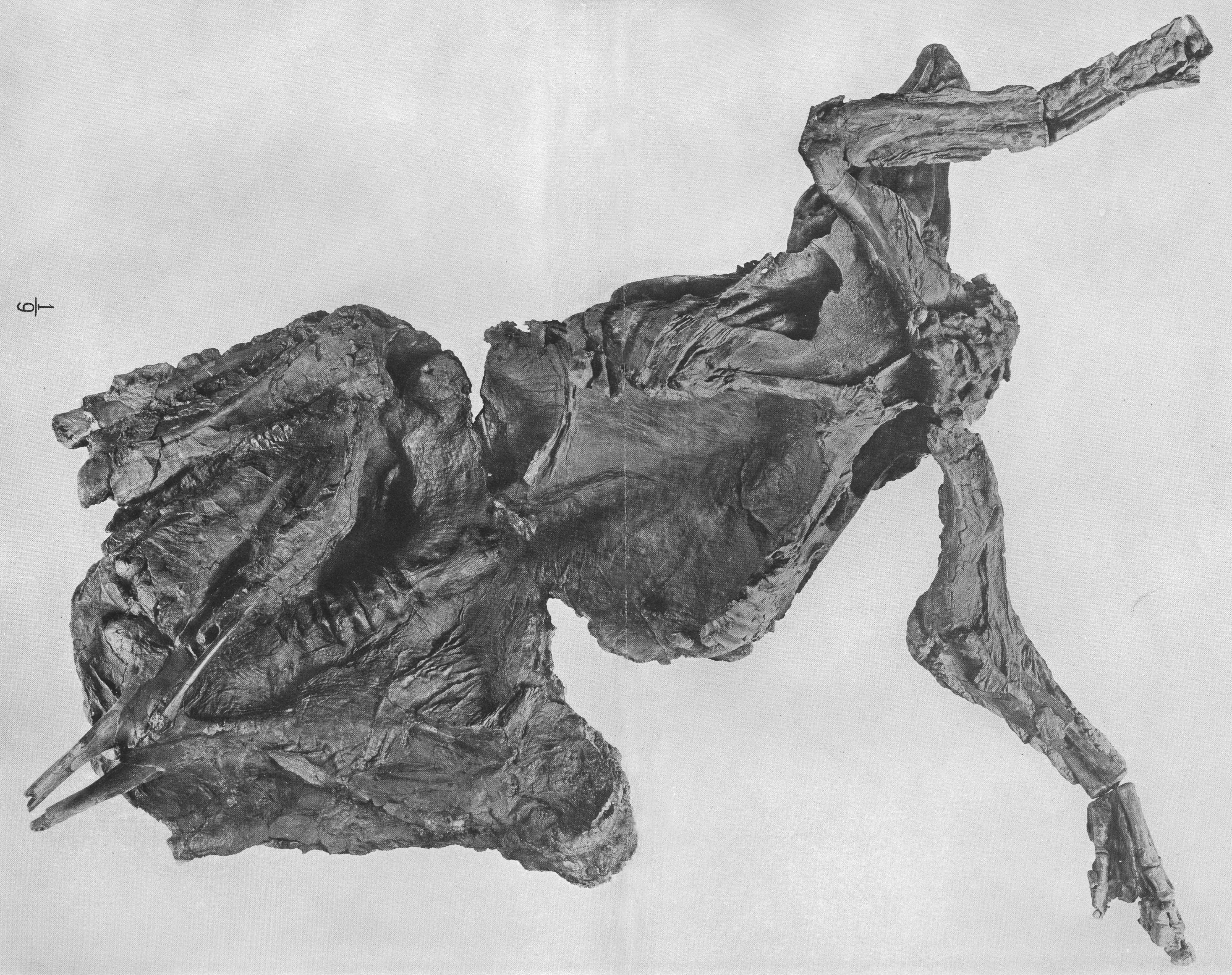
Momia de Trachodon, espécimen actualmente considerado Edmontosaurus regalis, Museo Americano de Historia Natural.